# Bereh
Bereh (ukr. Берег) — wieś w rejonie dubieńskim obwodu rówieńskiego Ukrainy.
Według miejscowej tradycji w drugiej połowie XV w. wieś Mokosiejowy Bereh nadana została przez króla Kazimierza Jagiellończyka rodzinie Denisków, piszącej się też Deniskowicze. Twierdzenie to jest całkowicie uzasadnione, gdyż w owym czasie Deniskowie h. Wukry władali już Krzemieńcem i okolicznymi ziemiami, jak też Zbarażem. Do bardziej wybitnych postaci czasów nowszych należał Michał Mokosiej-Denisko (zm. po 1804), poseł sejmowy wołyński w 1778, pisarz grodzki krzemieniecki, kawaler Orderu Orła Białego, a wreszcie współpracownik i przyjaciel Hugona Kołłątaja, który po uwolnieniu z więzienia w Ołomuńcu, w poszukiwaniu dzierżawy na Wołyniu, jakiś czas mieszkał nawet w Berehu. 

## Zabytki
- obronny zamek — wybudowany przez ród Denisków na wyspie położonej na sztucznym stawie. Zamieszkały był do około 1800 r. Piętrowa wieża na planie kwadratu i parterowe skrzydło zamku ocalały do I wojny światowej[2].
- dwór — wybudowany na przełomie XVIII i XIX w. Murowany budynek powstał na rzucie prostokąta o wymiarach 18 m na 30 m w stylu klasycystycznym był zwieńczony czterospadowym dachem[2].